# Chomęciska Duże
Chomęciska Duże – wieś w Polsce, położona w województwie lubelskim, w powiecie zamojskim, w gminie Stary Zamość.
W latach 1975–1998 miejscowość administracyjnie należała do województwa zamojskiego.
W obrębie wsi wydzielono dwa sołectwa: Chomęciska Duże Pierwsze i Chomęciska Duże Drugie. Według Narodowego Spisu Powszechnego z roku 2011 wieś liczyła 659 mieszkańców.
Wierni Kościoła rzymskokatolickiego należą do parafii Wniebowzięcia Najświętszej Maryi Panny w Starym Zamościu.

## Części wsi
| SIMC    | Nazwa      | Rodzaj    |
| ------- | ---------- | --------- |
| 0899041 | Dębina     | część wsi |
| 0899058 | Dwór       | część wsi |
| 0899064 | Gęsi Wygon | część wsi |
| 0899070 | Lisie Jamy | część wsi |
| 0899087 | Podłącze   | część wsi |
| 0899093 | Przymarek  | część wsi |
| 0899101 | Raj        | część wsi |
| 0899118 | Stara Wieś | część wsi |

## Historia
Według zapisek źródłowych, wieś istnieje już w I połowie XV wieku, obok miejscowości takich jak: Sitaniec (1402), Chomęciska (1402), Wierzba (1418), Janowiec (1417), Pniówek (1429), Stary Zamość (1429), Zdanów (1432), Kalinowice (1434), Szopinówek (1450). Z czasem przechodzi we własność Zamoyskich, a pierwszym etapem jest nabycie wójtostwa w Chomęciskach za kwotę 25 grzywien od Stanisława z Chomęcisk przez Floriana Zamoyskiego co miało miejsce w roku 1497. W roku 1511 Florian kupuje kolejny dział w Chomęciskach.
Według Słownika geograficznego Królestwa Polskiego z roku 1880 istniały wówczas Chomęciska Wielkie, Chomęciska Małe i Chomęciska Szlacheckie, trzy wsie w powiecie zamojskim, gminie i parafii Stary Zamość. W Chomęciskach Wielkich znajduje się stacja pocztowa. W 1827 r. było 66 domów zamieszkałych przez 451 mieszkańców. Na gruntach Chomęcisk znajduje się jezioro mające 50 mórg obszaru.
Według spisu powszechnego z roku 1921 w Chomęciskach Wielkich – folwarku spisano 2 domy i 89 mieszkańców, we wsi Chomęciska Wielkie 98 domów zamieszkałych przez 637 mieszkańców. Pięć osób podało wyznanie prawosławne, jedna inne, dziesięć mojżeszowe. Wszystkie spisane narodowość polską.